# Sildavia
«Sildavia» es una canción del Grupo musical La Unión, incluida en su primer álbum Mil siluetas, publicado en 1984.

## Descripción
El título de la canción hace referencia a Syldavia, país imaginario escenario de Las aventuras de Tintín.
El sencillo, convertido en un auténtico éxito, entró en la lista de los más vendidos en España, alcanzando la posición número 3.
Alcanzó el número uno de la lista de la cadena de radio Los 40 Principales la semana del 8 de diciembre de 1984.
Posteriormente volvería a editarse en 2001 y en 2013 para el álbum Hip.Gnosis.
El videoclip de la canción fue producido por el programa de TVE La bola de cristal, que lo estrenó.